# Jean de Croÿ
Jean de Croÿ (in olandese Jan van Croÿ), (... – Mons, 9 giugno 1581) è stato un politico, militare e nobile belga.
Conosciuto anche come Jan de Croÿ, Jan de Cro, Rulx oppure anche Rœulx, fu il secondo conte di Rœulx, statolder delle Fiandre tra il 1572 e il 1577, e, successivamente, dal 1577 al 1578 statolder di Namur.

## Famiglia
Figlio di Adrien de Croÿ, primo conte di Rœulx e di Claude de Melun. Il padre era un generale al servizio di Carlo V che fu anche statolder di Artois e delle Fiandre il quale fu ucciso nel 1553, combattendo contro la Francia durante l'assedio di Hesdin.

## Biografia
Di spiccata fede cattolica, nei disordini che si sarebbero susseguiti nei Paesi Bassi, avrebbe combattuto accanto ai cattolici cercando di impedire l'ascesa al potere dei calvinisti e difendendo le ragioni dei proprietari terrieri.
Sotto il comando di Philippe de Noircarmes, comandante delle forze reali spagnole nell'area, partecipò alla repressione delle rivolte calviniste nel sud riuscendo, il 18 gennaio 1567, a sedare i disordini e a riportare l'ordine a Aire e Saint-Omer.

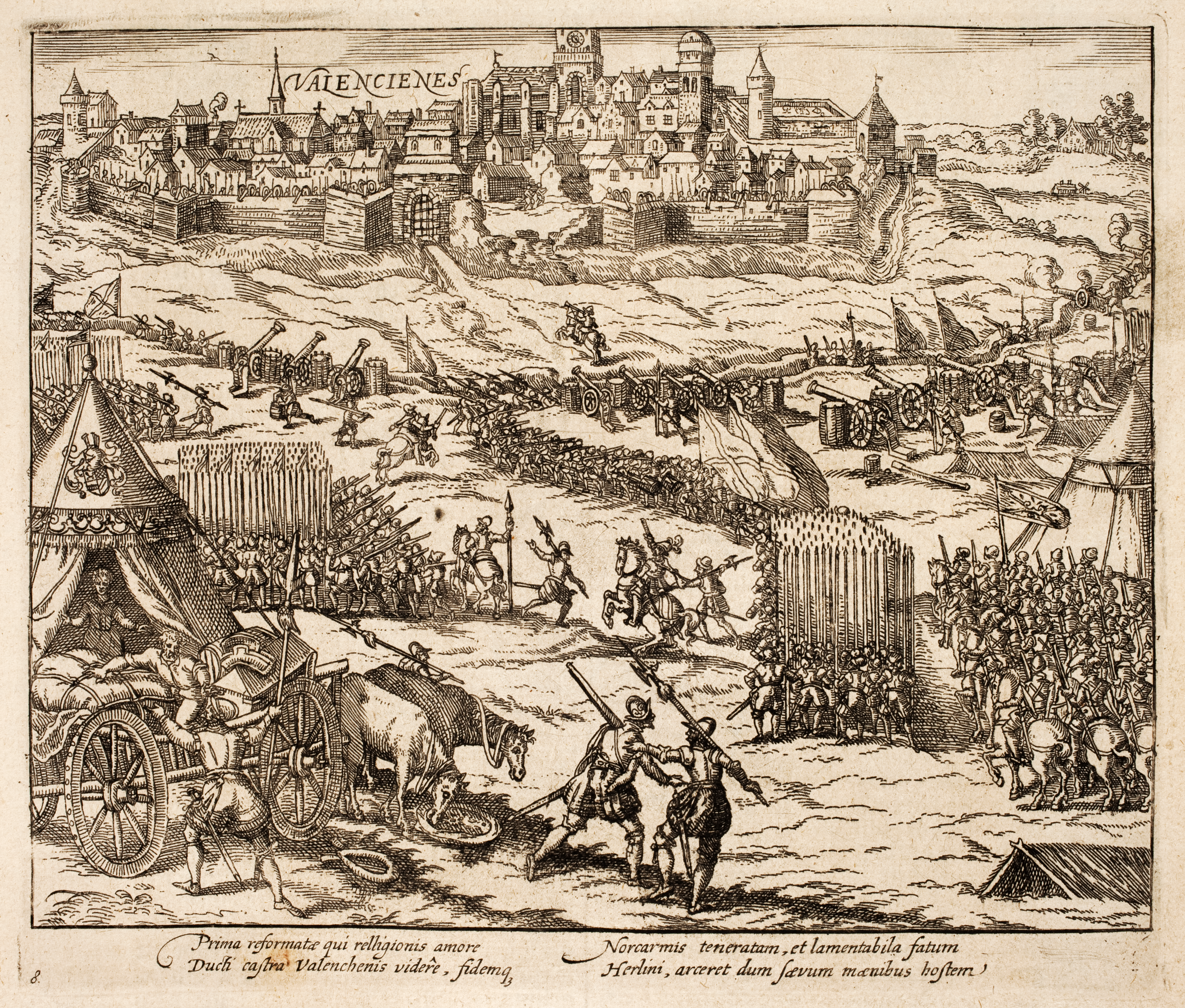
Le truppe di Noircarmes durante l'assedia di Valenciennes nel 1567

Quando il comandante Noircarmes metteva sotto assedio Valenciennes, de Croÿ fu incaricato di mantenere l'ordine a Tournai, dove non mancò di agire duramentre contro i calvinisti. Il 15 marzo 1567, fece impiccare cinque iconoclasti, e altri dodici protestanti il giugno successivo. Il Duca d'Alba lo nominò colonnello e lo mise al comando di uno dei quattro reggimenti Valloni di fanteria. Nel luglio 1568, sconfisse François de Coqueville, che aveva invaso i Paesi Bassi in supporto dei protestanti alla testa di un esercito di ugonotti. Coqueville, francese e protestante, fu fatto impiccare per ordine del re di Francia, cattolico, alle prese con le guerre di religione nel proprio paese e alleato degli spagnoli. In seguito a questo successo de Croÿ fu nominato Capitano generale delle truppe Vallone.
Mentre il Duca d'Alba affrontava l'esercito invasore di Guglielmo d'Orange, Jean de Croÿ fu il primo comandante della cittadella di Anversa e successivamente fu incaricato della sicurezza di Bruxelles.
Il 3 luglio 1572 de Croÿ fu nominato per conto degli Asburgo, statolder delle Fiandre. Poco dopo, le truppe comandate da de Croÿ, si trovarono ad affrontare e sconfiggere, i Watergeuzen a Bruges liberando la regione dai ribelli, mentre dovettero capitolare a Dendermonde, il 6 settembre, e a Oudenaarde il 7 settembre, contro i Bosgeuzen di Jacob Blommaert e i soldati di Guglielmo d'Orange.
In seguito all'assedio di Mons il Duca d'Alba costrinse Luigi di Nassau ad abbandonare la città di Mons. Inoltre sempre il Duca d'Alba aveva instaurato una dura repressione contro i ribelli nella città di Malines. In questo clima di repressione anche de Croÿ giocò il suo ruolo avendo ricevuto l'ordine di occuparsi dei Watergeuzen mettendoli in fuga o catturandoli e mettendoli a morte.
De Croÿ accolse con favore l'arrivo nel 1573 del nuovo governatore Luis de Zúñiga y Requesens, più moderato del Duca d'Alba. Nonostante la continua carenza di fondi, riuscì a mantenere operative le proprie truppe e a  proteggere il territorio fiammingo dagli attacchi ostili. Quando Don Giovanni d'Austria arrivò nei Paesi Bassi come nuovo governatore al posto di Requesens, improvvisamente scomparso il 5 marzo 1576, de Croÿ fu uno dei primi a giurare fedeltà al re di Spagna e al nuovo governatore.
Il 25 luglio 1576 un gruppo di soldati spagnoli disertori prese il controllo di Aalst razziando le campagne fino alle porte di Gand. De Croÿ non poté fare nulla perché le sue truppe si trovavano in prossimità delle città costiere delle Fiandre in difesa di un possibile attacco a sorpresa da parte di Guglielmo d'Orange. Il Brabante costituì allora un proprio esercito di difesa affidandone il comando a Willem van Horne, un figlioccio di Guglielmo d'Orange. Anche le Fiandre fecero lo stesso, affidando il comando a de Croÿ.
L'8 novembre 1576, nella prima fase della guerra degli ottant'anni, fu sottoscritta la Pacificazione di Gand, un'alleanza all'interno dei Paesi Bassi asburgici tra "papisti" e protestanti che vide de Croÿ e Guglielmo d'Orange a fianco per la stessa causa, nata con lo scopo di far cessare i saccheggi da parte delle truppe spagnole mercenarie ammutinate e di restaurare la fedeltà alla corona di Spagna delle province ribelli d'Olanda e di Zelanda. Due giorni dopo la firma della pacificazione, per timore che gli ammutinati di Aalst facessero causa comune con le truppe monarchiche, le truppe di de Croÿ supportate da un gruppo di ribelli, si scontrarono con i monarchici mettendo sotto assedio lo Spanjaardenkasteel. In questo frangente de Croÿ chiese ed ottenne l'intervento delle truppe e dell'artiglieria di Guglielmo d'Orange. Il 10 novembre il castello si arrese e le truppe vallone ed orangiste vi fecero ingresso. Tuttavia, dopo la nomina di don Giovanni d'Austria, fratellastro del re Filippo II di Spagna, quale governatore dei Paesi Bassi, van Croÿ abbandonò la ribellione riconoscendo l'autorità del nuovo governatore.
Nel 1577, in seguito alla conquista della cittadella di Namur da parte di Don Giovanni, de Croÿ fu nominato statolder di Namur. In questo periodo de Croÿ, riuscì a riportare sotto il controllo di Namurle città di Bouvignes e Binche. Sia sotto Don Giovanni che sotto il suo successore Alessandro Farnese, duca di Parma, fu incaricato anche della difesa di Hainaut e del Brabante.
Nello stesso anno, terminò il suo incarico di statolder per conto degli Asburgo della provincia delle Fiandre, a favore di Philippe III de Croÿ, nominato statolder per conto degli Stati Generali. Alessandro Farnese utilizzò de Croÿ per le trattative con i Malcontenti, i nobili valloni che si opponevano al calvinismo populista, che nel frattempo governava a Bruges e Repubblica calvinista di Gand. Sempre per Alessandro Farnese si distinse anche come comandante militare, soprattutto nel Brabante, ma delle sue ultime imprese, a differenza di quelle degli anni precedenti, non è rimasta alcuna documentazione.